# كريستيان هانسن (مجدف)
كريستيان هانسن (بالدنماركية: Jørgen Christian Hansen)‏ هو مجدف دنماركي، ولد في 14 أغسطس 1890 في Sakskøbing ‏ في الدنمارك، وتوفي في 10 سبتمبر 1953 في جينتوفتي ‏ في الدنمارك.

## وصلات خارجية
- يورغن هانسن على موقع الاتحاد الدولي للتجديف (الإنجليزية)
- يورغن هانسن على موقع أوليمبيديا (الإنجليزية)